# Себоровиці
Себоровіце (пол. Sieborowice) — село в Польщі, у гміні Міхаловіце Краківського повіту Малопольського воєводства.
Населення — 349 осіб (2011).
У 1975-1998 роках село належало до Краківського воєводства.

## Демографія
Демографічна структура станом на 31 березня 2011 року:
|          | Загалом | Допрацездатний вік | Працездатний вік | Постпрацездатний вік |
| -------- | ------- | ------------------ | ---------------- | -------------------- |
| Чоловіки | 169     | 55                 | 94               | 20                   |
| Жінки    | 180     | 50                 | 90               | 40                   |
| Разом    | 349     | 105                | 184              | 60                   |